# Worth Street (metropolitana di New York)
Worth Street è una stazione fantasma della metropolitana di New York, situata sulla linea IRT Lexington Avenue. Aperta il 27 ottobre 1904, fu chiusa il 1º settembre 1962.

## Storia
Worth Street è stata una delle 28 originarie stazioni di Manhattan aperta il 27 ottobre 1904. All'apertura Worth Street serviva i treni locali dalla stazione, attualmente abbandonata, City Hall alla 145th Street a Broadway.
La stazione è stata allungata due volte, come tutte le stazioni locali era in origine lunga 70 metri per poter ricevere treni a 5 vagoni. La prima e l'ultima porta erano oltre la piattaforma ed erano lasciate chiuse. A causa dell'utilizzo intenso, la Public Service Commission ha ordinato un allungamento di alcuni metri delle piattaforme utilizzando lo spazio riservato ai magazzini di servizio. Questo allungamento venne completato nel 1910 e permetteva l'utilizzo di treni a 6 vagoni ma con solo una porta di accesso sul primo e sull'ultimo. Il secondo allungamento della piattaforma venne effettuato nel 1948 dalla Commissione dei trasporti e solo in direzione del centro della città rendendo possibile l'accesso di treni da 10 vagoni (170 metri). L'espansione venne effettuata solo su una delle due piattaforme per risparmiare sull'intervento, venne scelto questo lato perché più utilizzato per l'utenza diretta al business district.
La stazione venne chiusa il 1º settembre 1962 a causa dell'allungamento della piattaforma della stazione Brooklyn Bridge – City Hall. Dopo la chiusura della stazione di Worth Street station, Brooklyn Bridge – City Hall cambiò nome in Brooklyn Bridge – Worth Street sui segnali fino al 1995.

## Layout
La stazione si trova sotto il marciapiede laterale ovest di Foley Square. Quando il Federal Plaza Building venne progettato si scoprì che, a causa della presenza della stazione, l'edificio non poteva essere esteso oltre Foley Square. Come risultato, la struttura si trova molto indietro rispetto alla strada, molto oltre la stazione. Le costruzioni e la fontana della piazza si trovano esattamente sopra la stazione. La stazione è visibile attraverso i finestrini dei treni che viaggiano tra Canal Street e Brooklyn Bridge – City Hall.